# Jaltomata grandiflora
Jaltomata grandiflora ist eine Pflanzenart aus der Gattung Jaltomata in der Familie der Nachtschattengewächse (Solanaceae).

## Beschreibung

### Vegetative Merkmale
Jaltomata grandiflora ist eine ausdauernde, kriechende, krautige Pflanze mit einer Länge von bis zu 1 Meter. Die äußeren Zweige sind aufsteigend, das Wachstum ist oftmals plagiotrop (waagerecht oder schräg), die Sprosse sind etwas zickzack-förmig. Es wird ein großer, stärkehaltiger Wurzelstock gebildet, der bis zu 14 Zentimeter lang wird und 3 Zentimeter oder mehr breit ist. Die Behaarung besteht aus weißen, aufrecht stehenden, vielzelligen Trichomen, die manchmal drüsig sind und feine, klare Tröpfchen absondern. Die Stängel sind fast zylindrisch oder etwas fünfseitig, gelegentlich mit rötlichen Längsstreifen. Beim Trocknen werden die Stängel winkelig. Zunächst sind die Zweige recht schwach, sie werden jedoch später kräftig. Das Mark ist stark ausgeprägt, wird im Alter hohl. Die Behaarung der Stängel ist filzig-klebrig und besteht aus beständigen, aufrechten, weißen, schwachen und manchmal drüsigen Trichomen, die meist etwa 1 Millimeter, gelegentlich auch bis zu 2 Millimeter lang werden.
Die Laubblätter stehen wechselständig oder im Bereich der Blütenstände in nahezu gleichgestaltigen Paaren. Die Knoten stehen 1 bis 5 Zentimeter auseinander. Die Blattspreite ist eiförmig, 4 bis 8 (selten bis 12) Zentimeter lang, 3 bis 5 (selten bis 8) Zentimeter breit und weich häutig. An der Basis sind die Blattspreiten kurz keilförmig und laufen als Flügel die vorderen Enden der Stängel hinab; der Blattrand ist ganzrandig oder auf jeder Seite zwei- bis dreimal geschwungen gelappt. Die Spitze ist breit spitzig oder stumpf. Auf jeder Seite gehen etwa 5 Hauptadern von der Mittelrippe ab. Sie sind leicht geschwungen und vereinen sich nahe dem Blattrand, um entweder in einen Blattlappen oder in einen schwach ausgeprägten, gewellten Ring entlang des Blattrandes zu münden. Die Aderung ist durchsichtig, auf der Oberseite sehr fein und leicht eingesunken, auf der Unterseite dick und hervorstehend.

### Blütenstände und Blüten
Die Blütenstände bestehen meist aus zwei, selten auch aus einer oder drei Blüten, die traubenförmig angeordnet sind. Sie entspringen den Blattachseln der Laubblattpaare, die in der Nähe der Zweigspitzen stehen. Der Blütenstandsstiel ist drehrund, grün, gleichmäßig behaart und etwa 8 Millimeter lang. Die Blütenstiele sind von ähnlicher Gestalt, jedoch etwas dünner und 12 bis 15 Millimeter lang, nach oben hin etwas verbreitert.
Alle Blüten sind vollständig ausgebildet. Der Kelch ist grün gefärbt, misst 10 bis 15 Millimeter im Durchmesser, ist häutig und auf etwa der Hälfte der Länge eingeschnitten, so dass dreieckig-stumpfe Kelchzipfel entstehen. Diese sind schon früh nach vorne abstehend, gekielt und auf der Innenseite fein flaumhaarig, auf der Außenseite filzig behaart. Die Krone ist radförmig fünfeckig und hat einen Durchmesser von 25 Millimeter. Sie ist gelblich weiß gefärbt und weist grüne Flecken auf, die sternförmig angeordnet sind und etwa ein Viertel bis ein Drittel in der Mitte des Kronsaums ausmachen. Die Außenseite ist entlang der Adern, die Innenseite nahe dem Zentrum behaart, der Rand ist bewimpert. Die Mittelachse der Kronblätter ist fein, auf der Außenseite hervorstehend. Die Kronlappen sind dreieckig zugespitzt.
Die Staubblätter sind nahezu gleichgestaltig, die Staubbeutel sind gelb, eiförmig und vor dem Aufspringen 3 bis 3,5 Millimeter lang, danach nur noch 2 mm. Etwa 1 Millimeter unterhalb des Konnektivs sind sie gespalten. Der Staubfaden setzt ventrifix in der Nähe der Basis des Konnektivs an, ist weiß gefärbt, etwa 7 Millimeter lang, aufrecht, pfriemförmig, an der Spitze unbehaart und an der Basis büschelig behaart. Der Pollen ist gelb gefärbt. Der Blütenboden ist blass gelb oder orange, umgibt die untere Hälfte des Fruchtknoten und ist unterhalb der Kronröhre und der Basis der Staubfäden versunken. Der Fruchtknoten ist grün, halbkugelförmig und mit einem etwa 7 Millimeter langen Griffel besetzt. Es werden etwa 200 Samenanlagen gebildet.

### Früchte und Samen
Die Früchte sind eingedrückt kugelförmige, schwarze, saftige Beeren mit einer Größe von 9,2 bis 12 × 14 bis 18 Millimeter. Der Kelch wird an der Frucht bräunlich und ist nach vorn abgestreckt. Die Früchte enthalten jeweils etwa 90 Samen.

### Chromosomenzahl
Die Chromosomenzahl beträgt 2n = 24.

## Vorkommen
Die Art ist nur von wenigen Funden aus der Region Pátzcuaro im mexikanischen Bundesstaat Michoacán bekannt.